# Marcos Márquez
Marcos Márquez Letrero (Siviglia, 23 luglio 1977) è un ex calciatore spagnolo, di ruolo attaccante.